# トレッツォ・ティネッラ
トレッツォ・ティネッラ（伊: Trezzo Tinella）は、イタリア共和国ピエモンテ州クーネオ県にある、人口約300人の基礎自治体（コムーネ）。

## 地理

### 位置・広がり
| 隣接するコムーネは以下の通り。 - アルバ - ボルゴマーレ - カスティノ - マンゴ - ネヴィーリエ - トレイゾ |

#### 地震分類
イタリアの地震リスク階級 (it) では、4 に分類される
。